# Alicja Kornasiewicz
Alicja Józefa Kornasiewicz (sinh ngày 19 tháng 3 năm 1951 tại Kańczuga) là một nhà kinh tế học, nhà quản lý và chính trị gia người Ba Lan. Bà từng là một thành viên của Nghị viện Ba Lan và đã có thời gian giữ chức vụ Quốc vụ khanh cũng như Phó Bộ trưởng Bộ Ngân khố Ba Lan. Bà hiện là giám đốc điều hành của Morgan Stanley tại văn phòng Warsaw và là chủ tịch của Cineworld.

## Học vấn
Kornasiewicz từng theo học tại Trường Kinh tế Warsaw. Bà cũng có bằng Tiến sĩ tại Đại học Kinh tế Poznań. 
Vào năm 1978, bà vượt qua bài thi Kiểm toán và thẩm tra pháp định. Bà sau đó cũng trở thành thành viên của Hội đồng Kiểm toán Pháp định Ba Lan.

## Sự nghiệp
Trong cuộc bầu cử tự do đầu tiên sau sự kiện dân chủ hóa tại Ba Lan, Kornasiewicz trở thành thành viên của nghị viện quốc gia này từ năm 1989 đến năm 1991, đại diên cho Đảng Nhân dân Ba Lan (khu vực Płock). Trong chính phủ của ông Jerzy Buzek, bà giữ chức vụ Ngoại trưởng Bộ Ngân khố Ba Lan từ năm 1997 đến năm 2000.
Trước đó, bà từng có quãng thời gian làm chuyên viên ngân hàng cấp cao tại London của Ngân hàng Tái thiết và Phát triển châu Âu (EBRD). Kornasiewicz là người đứng đầu bộ phận ngân hàng đầu tư tại các quốc gia Châu Âu mới nổi của Tập đoàn Unicredit và là thành viên trong Ủy ban điều hành Bộ phận Thị trường & Ngân hàng Đầu tư tại đây. Từ năm 2010, bà là CEO của Ngân hàng Pekao tại Ba Lan.
Vào tháng 1 năm 2012, Kornasiewicz gia nhập Morgan Stanley với tư cách là cố vấn cấp cao mảng ngân hàng đầu tư tại khu vực Ba Lan cũng tại Trung và Tây Âu (CEE). Bà sau đó giữ chức giám đốc điều hành tại văn phòng Warsaw của hãng. Kornasiewicz là một thành viên ban giám khảo của Sảnh Danh vọng Kinh tế Ba Lan.
Vào tháng 5 năm 2020, Kornasiewicz trở thành Chủ tịch của Cineworld, trước đó bà đã nắm vai trò là giám đốc không điều hành của công ty từ tháng 5 năm 2015.